# NGC 4625
NGC 4625 = IC 3675 ist eine Balken-Spiralgalaxie vom Hubble-Typ SBm/P im Sternbild Jagdhunde am Nordsternhimmel. Sie ist schätzungsweise 30 Millionen Lichtjahre von der Milchstraße entfernt und hat einen Durchmesser von etwa 15.000 Lichtjahren. Gemeinsam mit NGC 4618 bildet sie das interagierende Galaxienpaar Holm 438 oder KPG 349 und gilt als Mitglied der NGC 4258-Gruppe (LGG 290).
Im sichtbaren Licht weist NGC 4625 keine Spiralarme auf, diese werden erst in ultravioletten Aufnahmen sichtbar.

Im selben Himmelsareal befinden sich u. a. die Galaxien NGC 4655, IC 3713, IC 3723, IC 3726.
Das Objekt wurde am 9. April 1787 von dem deutsch-britischen Astronomen Wilhelm Herschel entdeckt.

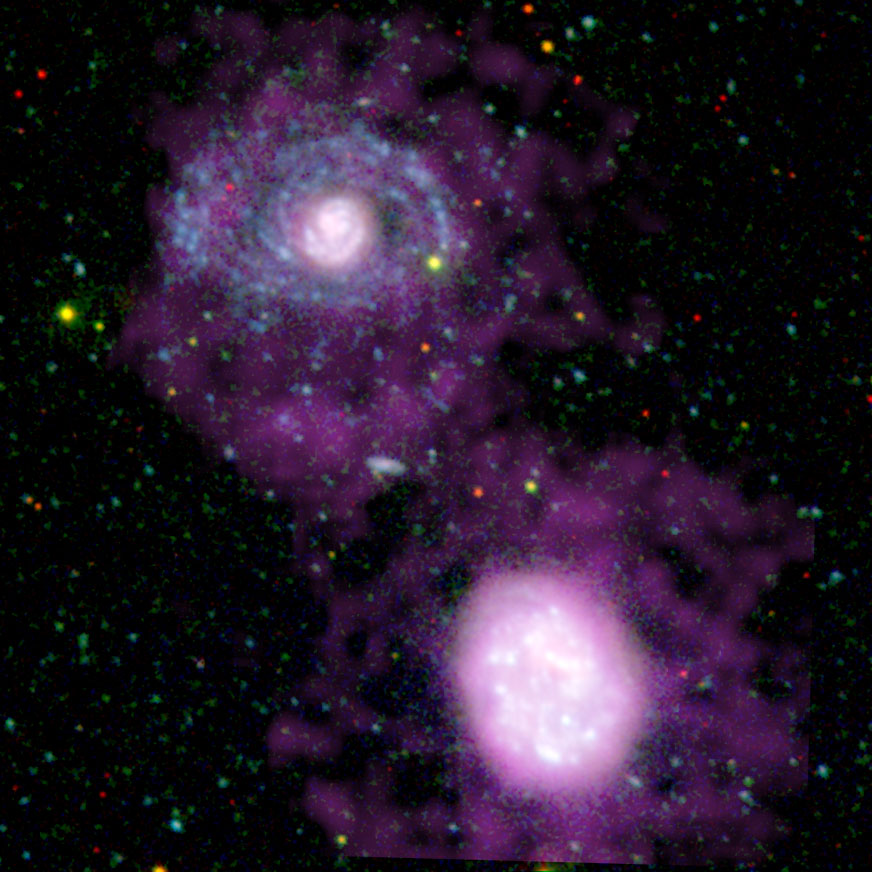
Die Galaxien NGC 4625 und NGC 4618 aufgenommen von GALEX im ultravioletten Licht.